# Achias meeki
Achias meeki är en tvåvingeart som beskrevs av Mcalpine 1994. Achias meeki ingår i släktet Achias och familjen bredmunsflugor. Inga underarter finns listade i Catalogue of Life.